# Senostoma hyria
Senostoma hyria är en tvåvingeart som först beskrevs av Walker 1849.  Senostoma hyria ingår i släktet Senostoma och familjen parasitflugor. Inga underarter finns listade i Catalogue of Life.